# کولکو
کولکو، روستایی از توابع بخش مرکزی شهرستان خاش در استان سیستان و بلوچستان ایران است.

## جمعیت
این روستا در دهستان سنگان قرار دارد و براساس سرشماری مرکز آمار ایران در سال ۱۳۸۵، جمعیت آن ۳۲۹ نفر (۵۵خانوار) بوده‌است.
روستای کولکو روستایی است که در دامنه ی شرقی تفتان وجود دارد و مردم آن از طایفه مرادزهی می باشند